# Kieran O'Donnell
Kieran O'Donnell, né le 8 mai 1963 à Limerick, est un homme politique irlandais, membre du Fine Gael (FG). Depuis décembre 2022, il est secrétaire d'État.
Il est Teachta Dála (TD) pour la circonscription de Limerick City depuis les élections générales de 2020, et auparavant de 2011 à 2016 et de 2007 à 2011 pour la circonscription de Limerick Est. Il est nommé président de la commission des réseaux de transports et de communications en septembre 2020. Il est sénateur du Panel culturel et éducatif de 2016 à 2020.

## Biographie
Avant de devenir homme politique à temps plein, O'Donnell travaille comme comptable . Il est le neveu de Tom O'Donnell, ancien ministre et député de Limerick East.
O'Donnell est candidat non élu aux élections du Seanad de 2002. Il est élu lors de sa première tentative au conseil du comté de Limerick pour la zone électorale de Castleconnell en 2004. Il est élu pour la première fois au Dáil Éireann lors des élections générales de 2007.
En octobre 2007, O'Donnell est nommé porte-parole adjoint du parti pour les finances, avec une responsabilité particulière pour la liberté d'information, la réforme des marchés publics et lestravaux publics. En tant que porte-parole adjoint, O'Donnell se voit confier par intérim l'intégralité du portefeuille des Finances par Enda Kenny le 14 juin 2010, lorsque Kenny limoge Richard Bruton. O'Donnell soutient la candidature de Richard Bruton face à Enda Kenny. À la suite de la victoire de Kenny dans une motion de confiance, O'Donnell n'est pas nommé sur le banc avant. En octobre 2010, il est nommé porte-parole adjoint du parti pour les entreprises, le commerce et l'innovation, avec une responsabilité particulière pour les entreprises et l'emploi.
Il perd son siège au Dáil aux élections générales de 2016. Il est ensuite élu au Seanad pour le panel culturel et éducatif, où il est porte-parole du Fine Gael Seanad pour les finances. Il regagne son siège au Dáil après les élections générales de 2020.
En décembre 2022, il est nommé ministre d'État au ministère du Logement, du Gouvernement local et du Patrimoine avec une responsabilité particulière pour le gouvernement local et la planification à la suite de la nomination de Leo Varadkar au poste de Taoiseach.